# Pyramide de Rêhérychefnakht
La pyramide de Rêhérychefnakht est une pyramide située dans le complexe funéraire de Pépi Ier à Saqqarah en Égypte. Elle fut découverte et explorée en 2005 par Audran Labrousse.